# 富山グラウジーズ
富山グラウジーズ（とやまグラウジーズ、英: Toyama Grouses）は、富山県富山市をホームタウンとするプロバスケットボールチーム。運営法人は株式会社富山グラウジーズ。2005年に創設され、2025-26シーズンからB1リーグの西地区に所属する。

## 概要
ホームタウンは富山県富山市で、運営会社は株式会社富山グラウジーズ。富山県及び北陸3県で初のプロスポーツクラブである。2016-17シーズンからB1中地区に所属している。bjリーグには2006-07シーズンから参戦した。「グラウジーズ」（Grouses）というチーム名は、富山県の県鳥で、象徴として県民から親しまれているライチョウ（grouse）に由来する。2019年7月1日、牙をイメージした新たなロゴへリニューアルすることが発表された。
2026年から行われるB.LEAGUE革新 B.LEAGUE PREMIERのライセンス交付が発表された。

### ユニフォームサプライヤー
- 2006年 - 2009年 :  OZAKI
- 2009年 - 2014年 : GANBAX
- 2014年 - 2019年 : IN THE PAINT
- 2019年 - 現在 : Fanatics[5]

### 歴代ユニフォーム
| HOME      | HOME      | HOME      | HOME      | HOME      |
| --------- | --------- | --------- | --------- | --------- |
| 2017 - 18 | 2018 - 19 | 2019 - 20 | 2020 - 21 | 2021 - 22 |
| 2022 - 23 | 2023 - 24 | 2024 - 25 | 2025 - 26 |           |
|           |           |           |           |           |

| AWAY      | AWAY      | AWAY      | AWAY      | AWAY      |
| --------- | --------- | --------- | --------- | --------- |
| 2017 - 18 | 2018 - 19 | 2019 - 20 | 2020 - 21 | 2021 - 22 |
| 2022 - 23 | 2023 - 24 | 2024 - 25 | 2025 - 26 |           |
|           |           |           |           |           |

| Other         | Other         | Other         | Other         | Other         |
| ------------- | ------------- | ------------- | ------------- | ------------- |
| 2019 - 20 3rd | 2020 - 21 3rd | 2021 - 22 3rd | 2023 - 24 3rd | 2024 - 25 3rd |
|               |               |               |               |               |

### ユニフォームスポンサー （2025-26シーズン）
- 前面：アイザック（ホーム中央）、YKK AP（アウェー中央)
- 背面：YKK AP（ホーム背番号上部)、アイザック（アウェー背番号上部）、日本空調北陸（選手名下部）
- パンツ:北陸建工グループ（右前腰部）、サニーライブホールディングス（右前太もも上）、北陸コカ・コーラボトリング（右前太もも下）、トヨタモビリティ富山（左前上）、トナミ運輸（左前中央）、北陸銀行（左前下）、日東メディック（ホーム右後ろ上、アウェー右後ろ）、富山新聞社（ホーム右後ろ中央）、立山科学グループ（ホーム右後ろ下）

### マスコット
- グラッキー[1][6][7]
  - グラウジーズの「グラ」と「ラッキー」を掛け合わせた名前で、「ライチョウ（雷鳥）」から着想されたものである[8]。
  - 背番号は、076（富山市などの市外局番から）[8]
  - 誕生日は、2005年（平成17年）12月24日。B.LEAGUE初年度の2016年12月24日に、10歳の誕生日を迎えた[8]。
  - 生息地は、立山連峰の2,400m以上の高山帯。グラウジーズの試合の時は、そこから飛んできて応援に駆け付ける[8]。
  - 性格は、負けず嫌い。ラッキーカラーは、グラウジーズレッド。特技は、G.O.Wと一緒に踊るダンス[8]。
  - 公式Youtubeチャンネルでは、グラッキーが司会を務めるシリーズ『教えてグラッキー！』などもある[8]。

### チアダンスチーム
- G.O.W（Grouses Of Winの略）

2006年に結成された、富山グラウジーズ専属チアリーダー（チアダンス・チアリーディング）チーム。2016-17シーズンより、トッププロチームの「G.O.W Elite（エリート）」と小・中学生が中心の「Team G.O.W」の2チーム編成となり、2019-20シーズンからは、G.O.W EliteのOGも加わった社会人チーム「G.O.W ROUGE（ルージュ）」が増え、3チーム編成となった。

### ホームアリーナ
- メインアリーナ – 富山市総合体育館[1]
- サブアリーナ – 富山県総合体育センター、富山県西部体育センター、黒部市総合体育センター

bjリーグ時代は、富山県総合体育センターを始めとする富山県内の各体育館を本拠地としていた。

### ホームゲーム
| Bリーグ レギュラーシーズン | Bリーグ レギュラーシーズン | Bリーグ レギュラーシーズン | Bリーグ レギュラーシーズン | Bリーグ レギュラーシーズン | Bリーグ レギュラーシーズン | Bリーグ レギュラーシーズン | Bリーグ レギュラーシーズン | Bリーグ レギュラーシーズン | Bリーグ レギュラーシーズン | Bリーグ レギュラーシーズン | Bリーグ レギュラーシーズン |
| ホームゲーム開催地         | ホームゲーム開催地         | 16-17                      | 17-18                      | 18-19                      | 19-20                      | 20-21                      | 21-22                      |                            |                            |                            |                            |
| -------------------------- | -------------------------- | -------------------------- | -------------------------- | -------------------------- | -------------------------- | -------------------------- | -------------------------- | -------------------------- | -------------------------- | -------------------------- | -------------------------- |
| 富山市                     | 富山市総合体育館           | 24                         | 24                         | 25                         | 16(24)                     | 24                         | 25                         |                            |                            |                            |                            |
| 富山市                     | 富山県総合体育センター     | 6                          | 6                          | 3                          | 0(2)                       | 2                          | -                          |                            |                            |                            |                            |
| 砺波市                     | 富山県西部体育センター     | -                          | -                          | 2                          | 4                          | 2                          | 2                          |                            |                            |                            |                            |
| 黒部市                     | 黒部市総合体育センター     | -                          | -                          | -                          | -                          | 2                          | 2(3)                       |                            |                            |                            |                            |
| ホーム試合数計             | ホーム試合数計             | 30                         | 30                         | 30                         | 20(30)                     | 30                         | 29(30)                     |                            |                            |                            |                            |
| 平均観客数（人）           | 平均観客数（人）           | 2,481                      | 2,731                      | 3,121                      | 2,874                      | 1,865                      | 1,678                      |                            |                            |                            |                            |
| リーグ順位                 | リーグ順位                 | B1中5位                    | B1中5位                    | B1中3位                    | B1中3位                    | B1東4位                    | B1西7位                    |                            |                            |                            |                            |
| B1 チャンピオンシップ      |                            |                            |                            |                            |                            |                            |                            |                            |                            |                            |                            |
| チャンピオンシップ結果     | チャンピオンシップ結果     | 出場権 なし                | 出場権 なし                | QF 敗退                    | 未開催                     | QF 敗退                    | 出場権 なし                |                            |                            |                            |                            |
| B1 残留プレーオフ          |                            |                            |                            |                            |                            |                            |                            |                            |                            |                            |                            |
| 富山市                     | 富山市総合体育館           | 2                          | 2                          | -                          | -                          | -                          | -                          |                            |                            |                            |                            |
| 平均観客数（人）           | 平均観客数（人）           | 3,020                      | 3,059                      | -                          | -                          | -                          | -                          |                            |                            |                            |                            |
| プレーオフ結果             | プレーオフ結果             | 残留                       | 残留                       | -                          | -                          | -                          | -                          |                            |                            |                            |                            |

括弧内は開催予定だった試合数
- 最多観客動員：5,752人（2024年4月17日サンロッカーズ渋谷戦＠富山市総合体育館）
- 最少観客動員：861人（2022年2月2日 島根スサノオマジック戦＠富山市総合体育館）

| bjリーグ レギュラーシーズン | bjリーグ レギュラーシーズン        | bjリーグ レギュラーシーズン | bjリーグ レギュラーシーズン | bjリーグ レギュラーシーズン | bjリーグ レギュラーシーズン | bjリーグ レギュラーシーズン | bjリーグ レギュラーシーズン | bjリーグ レギュラーシーズン | bjリーグ レギュラーシーズン | bjリーグ レギュラーシーズン | bjリーグ レギュラーシーズン |
| ホームゲーム開催地          | ホームゲーム開催地                 | 06-07                       | 07-08                       | 08-09                       | 09-10                       | 10-11                       | 11-12                       | 12-13                       | 13-14                       | 14-15                       | 15-16                       |
| --------------------------- | ---------------------------------- | --------------------------- | --------------------------- | --------------------------- | --------------------------- | --------------------------- | --------------------------- | --------------------------- | --------------------------- | --------------------------- | --------------------------- |
| 富山市                      | 富山市総合体育館                   | 6                           | 6                           | 6                           | 0                           | 0                           | 0                           | 0                           | 2                           | 2                           | 10                          |
| 富山市                      | 富山県総合体育センター             | 4                           | 4                           | 8                           | 4                           | 8                           | 4                           | 8                           | 10                          | 12                          | 8                           |
| 高岡市                      | 竹平記念体育館                     | 2                           | 4                           | 4                           | 5                           | 4                           | 6                           | 4                           | 0                           | 0                           | 2                           |
| 魚津市                      | ありそドーム                       | 2                           | 4                           | 4                           | 4                           | 4                           | 4                           | 2                           | 2                           | 2                           | 0                           |
| 黒部市                      | 黒部市総合体育センター             | 2                           | 2                           | 2                           | 3                           | 4                           | 2                           | 0                           | 0                           | 0                           | 2                           |
| 南砺市                      | 南砺市福野体育館                   | 2                           | 0                           | 0                           | 2                           | 0                           | 2                           | 2                           | 0                           | 0                           | 0                           |
| 砺波市                      | 富山県西部体育センター             | 0                           | 0                           | 2                           | 2                           | 2                           | 2                           | 2                           | 2                           | 2                           | 0                           |
| 射水市                      | 新湊アイシン軽金属スポーツセンター | 0                           | 0                           | 0                           | 2                           | 0                           | 2                           | 2                           | 6                           | 4                           | 2                           |
| 上市町                      | 上市町総合体育館                   | 1                           | 0                           | 0                           | 2                           | 0                           | 2                           | 4                           | 2                           | 4                           | 2                           |
| 氷見市                      | 氷見市ふれあいスポーツセンター     | 0                           | 0                           | 0                           | 2                           | 0                           | 2                           | 0                           | 0                           | 0                           | 0                           |
| 滑川市                      | 滑川市総合体育館                   | 1                           | 0                           | 0                           | 0                           | 0                           | 0                           | 2                           | 2                           | 0                           | 0                           |
| 朝日町                      | サンリーナ                         | 0                           | 2                           | 0                           | 0                           | 0                           | 0                           | 0                           | 0                           | 0                           | 0                           |
| ホーム試合数計              | ホーム試合数計                     | 20                          | 22                          | 26                          | 26                          | 22                          | 26                          | 26                          | 26                          | 26                          | 26                          |
| 平均観客数（人）            | 平均観客数（人）                   | 1,892                       | 1,615                       | 1,852                       | 1,732                       | 1,401                       | 1,618                       | 1,508                       | 1,777                       | 1,563                       | 2,032                       |
| リーグ順位                  | リーグ順位                         | 7位                         | 東5位                       | 東6位                       | 東6位                       | 東7位                       | 東5位                       | 東3位                       | 東1位                       | 東5位                       | 東1位                       |
| bjリーグ プレイオフ         |                                    |                             |                             |                             |                             |                             |                             |                             |                             |                             |                             |
| 魚津市                      | ありそドーム                       | 有明コロシアム（東京都）    | 有明コロシアム（東京都）    | 有明コロシアム（東京都）    | －                          | －                          | －                          | 2                           | 2                           | －                          | －                          |
| 富山市                      | 富山市総合体育館                   | 有明コロシアム（東京都）    | 有明コロシアム（東京都）    | 有明コロシアム（東京都）    | －                          | －                          | －                          | －                          | －                          | －                          | 4                           |
| 平均観客数（人）            | 平均観客数（人）                   | 出場権 なし                 | 出場権 なし                 | 出場権 なし                 | 出場権 なし                 | －                          | －                          | 2,251                       | 2,765                       | －                          | 2,652                       |
| プレイオフ順位              | プレイオフ順位                     | 出場権 なし                 | 出場権 なし                 | 出場権 なし                 | 出場権 なし                 | CSF 敗退                    | 1R敗退                      | CSF 敗退                    | 3位                         | 1R敗退                      | 準優勝                      |

- 最多観客動員：4,290人（2014年4月27日 東京サンレーヴス戦＠富山市総合体育館）
- 最少観客動員：   　982人（2011年1月8日 宮崎シャイニングサンズ戦＠黒部市総合体育センター）

## 歴史

### bjリーグ参戦まで
2000年とやま国体に向けた強化チームとして1998年に発足。国体本大会は優勝で終える。その後は日本リーグを目指してチーム強化を開始。2003年には全日本クラブ選手権で優勝を果たし、2001年から2004年までと2006年にはオールジャパン出場も果たしている。
2005年6月にプロ化を見据えてジュニア育成・社会貢献（プロスポーツサポート）部門をNPO法人とした。同年、サッカークラブ・ヴァリエンテ富山を運営する株式会社富山アトラスのバスケットボール部となり、bjリーグ 2006-07シーズンからのbjリーグ参戦が決定。北陸3県初のプロスポーツチームとなった。

### bjリーグ

#### 2006-07シーズン
bjリーグ1年目は前年度まで選手であった星野博之をGMとして、初代HCに三菱電機を退社したばかりの福島雅人を招聘。ドラフト会議で日本大学出身で、U-24日本代表の経験もある呉屋貴教や元日本代表の石橋貴俊を指名するなどし、シーズンを迎えた。
開幕戦で埼玉に勝利したが、同じく新規参入して最終的に2位に輝いた高松とは対照的に、埼玉らと共に最下位争いを演じていた。それでも2月にホームで東京Aから同一カード2連勝をするなど健闘し、8チーム中7位という成績に終わった。
シーズン終了目前の2007年3月、チームの経営母体となっていた子役モデル専門の芸能プロダクションであるアトラスプロモーションが行っていた仕事がマスコミなどで問題視されるようになり経営悪化、チームの経営からの撤退が発表された。アトラスはチームスポンサーの約半分以上の額を捻出していて、アトラスの撤退はグラウジーズにとっては大きな痛手であった。経営においても約7000万円の単年度赤字であった。

#### 2007-08シーズン
2007-08シーズンより新会社「富山グラウジーズ」に移管。リーグからの打診で、大阪で引退スポーツ選手の再就職仲介などを手掛ける「シーディング」の柴山種子三社長が新会社社長に就任（シーディングは本拠地未定ながらbjリーグ新規参入を申請していた）。クラブの星野博之GMも役員として新会社に参加する。
アトラスの撤退により、大幅な経費削減を余儀なくされたグラウジーズは、日本人選手中心のチーム編成でシーズンに臨んだが、競り負ける試合が多く、（コミッショナーの河内敏光は｢接戦になると常に負けを意識してしまうから富山グラウジーズは接戦に負ける。｣とコメントしている）結果、東地区首位から22ゲーム差で最下位となり、仙台、新潟の同一カンファレンス上位チームには全敗、さらには福岡、沖縄といった新規参入チームにも全敗し、bjリーグ初年度の埼玉ブロンコスの勝率までも下回る屈辱的なシーズンとなった。それでも大阪、東京Aにアウェーで勝利し、前年2位の高松からも勝利を挙げた。
アトラスがスポンサーを撤退した後、日医工の他、ヤングドライが、シーズン途中からエーティワークス、日本マクドナルドなどがスポンサーについた。特に日本マクドナルドとの契約は選手達が頻繁にマクドナルドを利用していたことがきっかけとなった。ホームゲームは成績不振もあり、観客数の平均は1500人前後（3桁代の観客は記録していない）で、観客席には空席が目立っていた。最終的に同シーズンも単年度約6000万円の赤字となった。さらにシーズン終了後には日医工の同シーズン限りのスポンサー撤退が発表された。

#### 2008-09シーズン
日本人は呉屋貴教が大阪へ移籍した以外はほとんど残留し、大阪から宍戸治一、ドラフト1位指名で水戸健史が加入した。外国人選手は全員入れ替え、新潟に所属していたロドニー・ウェブらが加入してシーズンに挑む。ユニフォームスポンサーには日本マクドナルド、読売新聞、ヤングドライと契約。
9月6日には2008-09年シーズンパス保持者を限定としたブラックカーテンゲーム（非公開プレシーズンゲーム）を行った。
開幕から4戦目の仙台戦（10月26日・アウェー）にて初勝利を収めるものの成績は伸びず、11月28日にHCの福島雅人が解任された。その後の大分戦（11月29・30日）、高松戦（12月6・7日）は根間ACがHC代理を務め、12月9日、育成コーチおよび会場MCだった石橋貴俊が新HCに就任した。
12月14日仙台戦（ホーム）、12月20・21日埼玉戦（アウェー）、12月27日東京A戦（アウェー）においてチーム史上初の4連勝を飾ったが、翌28日の東京A戦で連勝が止まると、年明けから一気に失速。同日の試合から2月1日の仙台戦まで9連敗、その後埼玉戦（ホーム）で連勝するものの、2月22日の新潟戦（ホーム）から4月12日の東京A戦（ホーム）まで15連敗を喫した。この間に2006-07シーズンに所属していたジェロッド・ワードが復帰し、JBL2で活躍していたショーン・ブラウンも獲得したが、ロドニー・ウェブやババカ・カマラといった長身のセンター陣を放出している。結局、11勝41敗で5位の埼玉から8ゲーム差の最下位。失点も守備の悪い東京Aをも下回る数字でシーズンを終えた。
シーズン終了後、チューリップテレビの番組で、「グラウジーズの真実」という特集があり、シーズン中のHCの解任劇、高年俸のウェブやカマラを放出した事実経緯が明らかになり、さらに、選手達もスポンサー集めを行っていたことが明らかになった。しかしながら、スポンサー収入が予定の4割しかいかなかったものの、入場者収入は招待券をほとんど使わなかったこともあり、ほぼ倍増の約6000万円の収入になり、赤字額は2000万円以下に圧縮されたことから、経営には一定の成果が出たといえる。

#### 2009-10シーズン
スタッフは根間洋一ACが残留し、HCに元埼玉のチャールズ・ジョンソン、ACに衛藤晃平が就任した。日本人選手は水戸健史、吉村隆宏のみが残留し、ドラフトで北海道所属だった加藤真、熊谷渡を獲得した。前シーズン琉球ゴールデンキングスの主将だった友利健哉、練習生だった高野慶治の両選手も開幕前に加入している。練習生も多く受け入れ、育成型チームへと生まれ変わった。外国人選手は総入れ替えを行った。また、上市町に選手寮を置き、選手達は共同生活を行いチームワークの向上に努めた。
シーズン途中にはケビン・スティンバージ（途中加入）、ジェーソン・アーベー、カービー・レモンズがチームを去り、浜松で同シーズンプレーしていたヨハン・コリンズ、ビラル・アブドラ、ブライアン・ハーパーが加入した。また、練習生からも高橋昌史、白田敏人が加入した。 
開幕戦前日の10月16日、篠田豊行社長を解任し、GMであった黒田祐が社長に就任した。
新経営陣には新設の会長として市ノ川實、取締役 豆川雅生、山口泰祐、山岸興一、社外取締役として山口昌広北酸社長、永守徹新富観光サービス副社長、碓井博、最高顧問に野上浩太郎（県バスケットボール協会長）が就任した。県内企業関係者を経営陣に迎え、経営の安定化を目指した。ユニフォームパートナーには読売新聞、Clinic C4、エコサポート富山、氷見を盛り上げる会と契約した。アウェーユニフォームに限り、左胸上部に氷見を盛り上げる会のロゴが掲出されている。また、ユニフォームの右胸上部には富山県の観光キャッチフレーズ（パノラマキトキト富山に来られ）とそのシンボルマークが入っている。
マクドナルドはユニフォームスポンサーからは撤退しているが支援は継続した。マクドナルドの冠試合にはドナルドがやってきた。
開幕戦は10月17日、ホームに東京Aを迎えて行われ、チーム初の開幕戦勝利を飾る。10月24日、福岡戦（アウェー）にてトリプルオーバータイムの激戦を126-116で制する（126点はbjリーグ最多記録）。翌日も勝利して開幕4試合を3勝1敗の好調な滑り出し。その後、前半戦途中に5連敗を喫したが、直後に3連勝を記録。西地区の強豪・沖縄からも白星を挙げ、後半戦開始直後の京都戦も連勝するなど、この時点で12勝14敗とプレイオフ進出（4位以内）を狙える位置につける。しかし、その後は連勝を記録することはなく黒星が込み始める。2月14日、浜松戦（アウェー）にて、前日の2月13日に仙台が沖縄戦で記録していたリーグ1試合最少得点の48点を、わずか一日で更新する新たなリーグ1試合最少得点の45点を記録して敗戦。最終的に4位には東京Aが入りプレイオフ進出はならず、埼玉と同勝率ながら得失点で競り負けて3年連続で東地区最下位となる。勝利数はチーム年間最多勝利数を更新する17勝35敗をあげた。
シーズン中の週間MVPにはカーヴィー・レモンズ（10/24,25ライジング福岡戦（アウェー））、水戸健史（12/12,13東京アパッチ戦（ホーム））、加藤真（2/6,7京都戦（ホーム））の3人が受賞した。1シーズンで3回週間MVPを受賞することはチームとして初めてのことである。また、前シーズンから最も成長した選手に贈られるMIP賞を水戸健史が受賞した。

#### 2010-11シーズン
チャールズ・ジョンソンHCは契約満了に伴い退団し、後任のHCには衛藤晃平ACが就任。新戦力としてハキーム・ジョンソン、ジェレル・スミスらが加入。
開幕から4試合は前シーズン王者の浜松と戦い、ホーム富山での開幕節は連敗したが、アウェイ豊橋の初戦でシーズン初白星を挙げる。しかし、その後は浮上の兆しがなく東地区最下位に低迷したため、後半戦開始直後の2011年2月1日に衛藤HCを解任し、下地一明を新HCに据える。
2011年3月11日に東日本大震災が発生し、この影響でハーパー、カイルが退団。スミスとジョンソンも一時帰国したため、一時は外国籍選手がジョン・デービスだけとなる。また、活動を休止した仙台から選手救済制度によるレンタル移籍で橘（元富山）、安田壮史の両選手を受け入れた。
さらに上記の仙台に加えて、東京Aと埼玉も今期の活動を休止したため、プレイオフ進出順位が繰り上がり、東地区最下位ながらも初のプレイオフ進出が決定。
カンファレンスセミファイナルは東地区1位の浜松と対戦し、第1戦：浜松71-52富山、第2戦：浜松73-62富山でファイナル4出場は叶わなかった。

#### 2011-12シーズン
新外国人選手としてNBA所属経験のあるラリー・ターナーらと契約。前シーズン途中に震災の影響でチームを離れていたブライアン・ハーパーも復帰。日本人選手では前滋賀レイクスターズの城宝匡史、堀川竜一が加入した。堀川はクラブチーム時代の2005年以来の復帰。
アウェイでの開幕・新潟アルビレックスBB戦を81-79で制して白星スタート。その後は大きな連勝も連敗もなく、オールスターゲームまでを10勝12敗の6位で終える。後半戦は1月21日・22日の仙台戦（新湊）で連勝スタート。その後アウェイ高松戦で1勝1敗の後、大分戦（ありそ）も連勝し、ホームゲーム5連勝を飾ると共に3位に浮上する。また2月初めにハキーム・ジョンソンが家庭の事情のため退団し、ブロック・ギリスピーが加入する。
シーズン最終成績は25勝27敗の過去最高成績、得失点差も+2.4と過去最高となった。順位は5位となり、初めて自力でのプレーオフ進出を決めた。プレーオフファーストラウンドは新潟と対戦し、2連敗で敗退。

#### 2012-13シーズン
下地HCが退任し、ボブ・ナッシュが新HCに就任。外国人選手はアイラ・ブラウン以外は入れ替わり、エンジェル・ガルシアらを獲得。日本人選手もドラフト指名した藤江建典や亀﨑光博を獲得するなどしてシーズンに挑む。
シーズンは滑川市総合体育館での開幕戦で群馬と対戦して、チーム初の開幕連勝スタート。その後は同一カードでの連敗を一度も喫することなく順調に勝ち星を積み重ね、3月24日から4月13日にかけてはチーム新の6連勝を記録。最終節まで新潟、横浜、岩手と東地区の首位争いを演じ、最終的に首位の座は逃したが過去最高の35勝をあげて3位に入り、初めてプレイオフファーストラウンドのホーム開催権を獲得。
ありそドームで開催したファーストラウンド、東地区6位の千葉との対戦は第1戦を97-77で勝利したが、第2戦を73-103で落として1勝1敗。決定戦を19-17の僅差で制し、初めてファーストラウンドを突破した。東地区2位の横浜とのカンファレンスセミファイナルも初戦75-86で敗れた後、二戦を88-67で勝利して1勝1敗となる。決定戦では14-19で敗れたがチーム史上最高成績でシーズンを終えた。

#### 2013-14シーズン
ボブ・ナッシュHCが続投。前シーズンの主力選手の水戸健史、城宝匡史、藤江建典、アイラ・ブラウンと継続して契約。ブラウン以外の外国人は入れ替わり、前仙台のサム・ウィラードとジョッシュ・グロス、ジョシュ・ベンソンの3名が新加入。日本人も福田幹也ら3名が新加入した。
10月12日、富山県総合体育センターで行われた開幕戦で埼玉を72-64で破ると、11月2日の新潟戦（上市町総合体育館）までチーム記録を更新する7連勝の好スタートを切り、初黒星を喫した後も同一カードでの連敗は一度も喫しない安定した戦いを続ける。2月にベンソンとの契約を解除し、ジブリエル・チャムを補強。3月30日の群馬戦でシーズン3度目の5連勝を記録し、開幕から首位を走っていた秋田に勝率で並び、秋田との直接対決の結果（3勝1敗）によりシーズン46試合目にして初めて首位に立った。その後も連勝を続け、4月7日の青森戦で城宝がリーグの日本人選手で初の通算5000得点を記録。4月13日のシーズン50試合目の仙台戦を95-88で勝利して9連勝を記録した時点で、初のレギュラーシーズン・東地区1位が確定。4月27日のレギュラーシーズン最終戦・東京CR戦まで勝ち続けチーム記録の11連勝を飾り、城宝が4月の月間MVPに選出された。
42勝は東地区の歴代最高記録。勝率.808、1試合平均83.8得点および75.1失点もチーム最高記録。シーズンMVPを城宝が受賞し、ベスト5にも城宝とブラウンの2名が選出された。
ホーム・ありそドームで開催したプレイオフ・カンファレンスセミファイナルでは新潟と対戦し、2連勝でファイナルズ初出場が決定。有明コロシアムで開催されたファイナルズのイースタンカンファレンスファイナルでは秋田に94-109で敗れたが、翌日の3位決定戦では京都に84-62で勝利して、チーム歴代最高の総合3位でシーズンを終えた。

#### 2014-15シーズン
ナッシュHC体制の3シーズン目。アイラ・ブラウン、福田幹也、奥平貴也（引退）が退団し、ジャメル・ホーン、キーオン・カーター、京都ハンナリーズよりジョー・ワーナー、NBLより田中大地が新加入。序盤、9連勝を記録して首位争いを演じたが、中盤以降はやや失速して東地区5位となる。プレイオフ・ファーストラウンドはアウェイでレギュラーシーズン対戦成績0勝4敗の4位新潟とアウェイで対戦し、2連敗で敗退した。

#### 2015-16シーズン
2016年にbjリーグとNBLが統合して発足する、Bリーグへの参入を申請し、2015年8月29日にB1（1部）中地区への参入が決定した。
ナッシュHC体制の4シーズン目。ワーナー、ホーンが退団。引退を表明していた呉屋貴教が8シーズンぶりに再加入、またNBL千葉より田中健介、他にドリュー・ヴァイニー、デューク・クルーズらが新加入。
富山県総合体育センターでの開幕・岩手戦で連勝スタートを切る。次節の福島戦での連敗を含む3連敗を喫し、序盤は一時黒星が先行したが、その後同一カードでの連敗はアウェイでの琉球戦一度のみと白星を積み重ね、最終盤の3月・4月は15勝1敗の成績を記録し、最終的にレギュラーシーズンは39勝13敗で2シーズンぶり2度目の東地区1位となった。
ホーム富山市総合体育館で開催したプレイオフ・カンファレンスファーストラウンドは東地区8位の青森に連勝、カンファレンスセミファイナルも東地区5位の岩手に連勝。2季ぶりに出場した有明コロシアムでのイースタンカンファレンスファイナルは、イースタン3位の秋田と対戦し、99-84で勝利。bjリーグでの最後の試合となったファイナルは琉球と対戦し74-86で敗れたが、チーム歴代最高成績の準優勝でシーズンを終えた。

### B.LEAGUE

#### 2016-17シーズン（B1中地区）

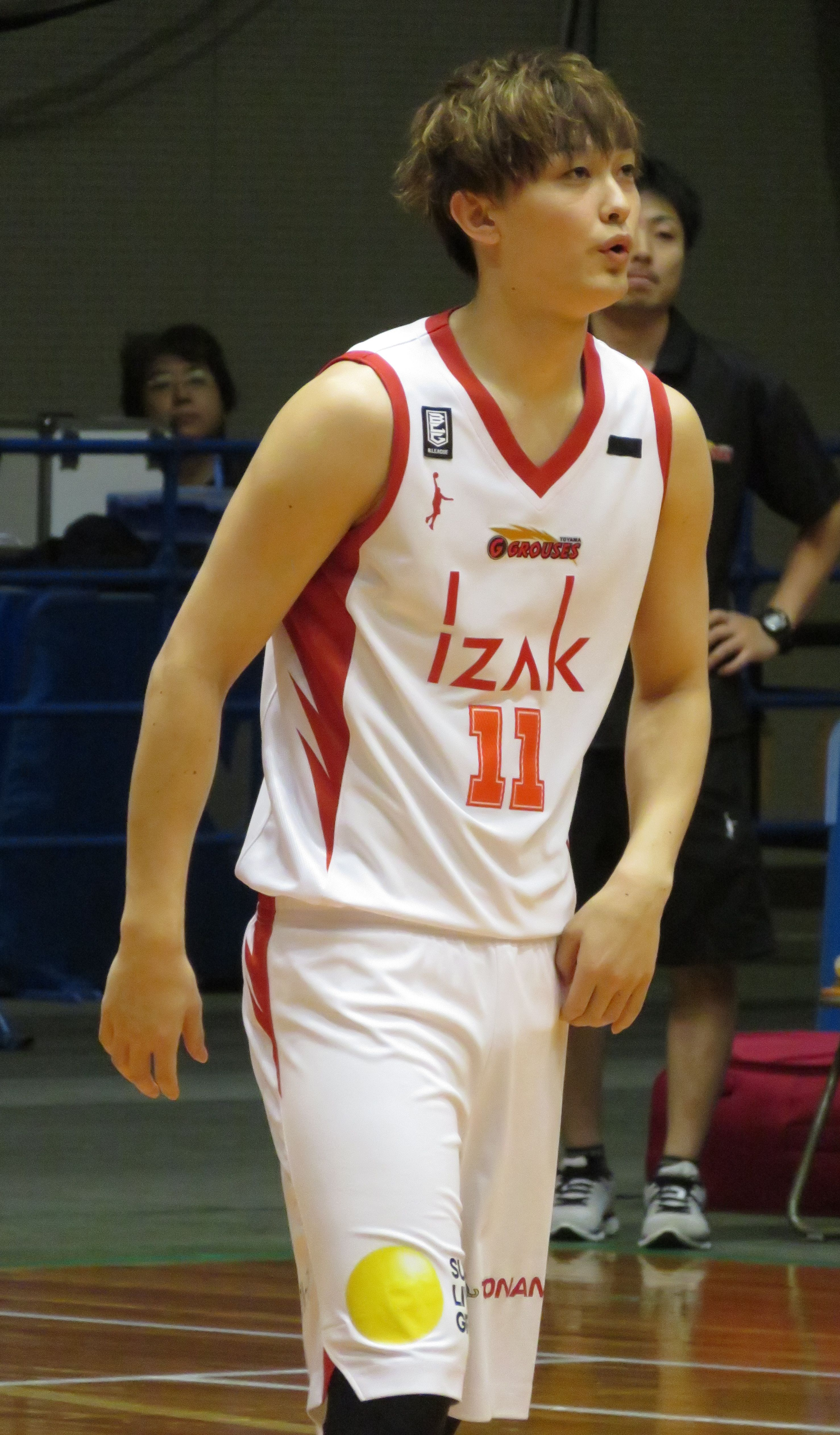
宇都直輝

B.LEAGUE参入初年度もボブ・ナッシュHC、ボビー・ナッシュACが続投。岡田優、宇都直輝、宮永雄太、嶋田基志、アール・バロンが新加入し、比留木謙司が7シーズンぶりに再加入した。
開幕戦はホーム・富山市総合体育館で新潟と対戦し、1勝1敗でスタートを切った。しかし、勝ち星に見放され、2016年末の第15節（12月29・30日）の秋田戦で2連勝して、やっと5勝24敗という成績であった。その間に、以下のような選手に関する発表があった。呉屋貴教の契約解除（10月1日）、ヴァイニーの怪我によるインジュアリーリスト入り（10月25日～11月24日）、それに伴いエンジェル・ガルシアが4シーズンぶりの再加入（10月28日）および契約解除（12月16日）、田中健介の長期離脱（11月25日）、アール・バロンの契約解除（12月9日）、デクスター・ピットマンの新加入（12月16日）である。
1月は3勝2敗と勝ち越したが、2月は東地区1位（当時）だった栃木から1勝したものの、勝ち星はそれのみで1勝6敗であった。この金星は2月10日に特別指定選手で新加入した小原翼によってチームのディフェンス力が向上した賜物であった。3月も4勝2敗で勝ち越し、13勝34敗で総合16位となった。3月3日に下地一明のAC就任（5季ぶりに復帰）と比留木謙司の通訳兼務が発表された。3月20日の仙台戦では宇都直輝がBリーグ初のトリプルダブル（11得点・10アシスト・10リバウンド）を達成した。それ以外には、1月9日、3月20日に宇都直輝、山崎稜、比留木謙司が出演したグラウジーズラジオ（FMとやま）が放送された。また、リーグのバレンタイン企画であるB.LEAGUEモテ男No.1に宇都直輝が選ばれた。3月15日には宮永雄太の順天堂大学での修士号取得も発表となった。
残留プレーオフ圏外への脱出を目指して戦った4・5月は5勝8敗であった。この結果、レギュラーシーズンの最終成績は18勝42敗（中地区5位）となり、総合では15位となったことからB1残留プレーオフ（1回戦のホーム開催を獲得）へ出場することになった。この中で、4月9日の新潟戦では長期離脱していた田中健介の復帰、4月18日の川崎戦ではサム・ウィラードがBリーグ2人目のトリプルダブル（17得点・10アシスト・16リバウンド）を達成して逆転勝利、宇都直樹がB1リーグ戦において初代アシスト王（1試合平均4.3本）を獲得するなどの明るい話題もあった。
B1残留プレーオフでは、1回戦は富山市立体育館で仙台と戦い、2連勝で2回戦進出を果たした。2回戦は代々木第2体育館で横浜と戦い、79-71で勝利し、B1残留を決めた。
シーズン終了後、ボブ・ナッシュHCの退任、比留木謙司、嶋田基志などの退団が決まった。

#### 2017-18シーズン（B1中地区）
比留木謙司（三遠）、嶋田基志（仙台）、山崎稜（栃木）などが退団する一方、渋谷からは大塚裕土を、千葉からは上江田勇樹、大阪からは橋本尚明を、栃木からは2017-18シーズン末までの期限付移籍で青木ブレイクを獲得した。HCにはミオドラグ・ライコビッチ、ACには渋谷の元HCであったBT・テーブスを招聘、また、宮永雄太がACを兼任することになった。
シーズン前のBリーグ東海・北陸アーリーカップで優勝し初代王座に輝き、プロチームとなってからは初めてのタイトルを獲得した。
シーズン途中の2018年1月10日に、特別指定選手契約で大東文化大学の葛原大智を獲得。また1月26日には岡田優の西宮へ、2018年6月30日までの期限付きレンタル移籍を発表した。シーズンは昨シーズンに続き、残留プレーオフにまわることになった。
B1残留プレーオフでは、1回戦は島根に勝利したものの、横浜との残留プレーオフ2回戦で敗れ、B1・B2入れ替え戦に進むことが決定した。B1・B2入れ替え戦では熊本と対決。88-85と競り勝ち、B1残留を決めた。

#### 2018-19シーズン（B1中地区）

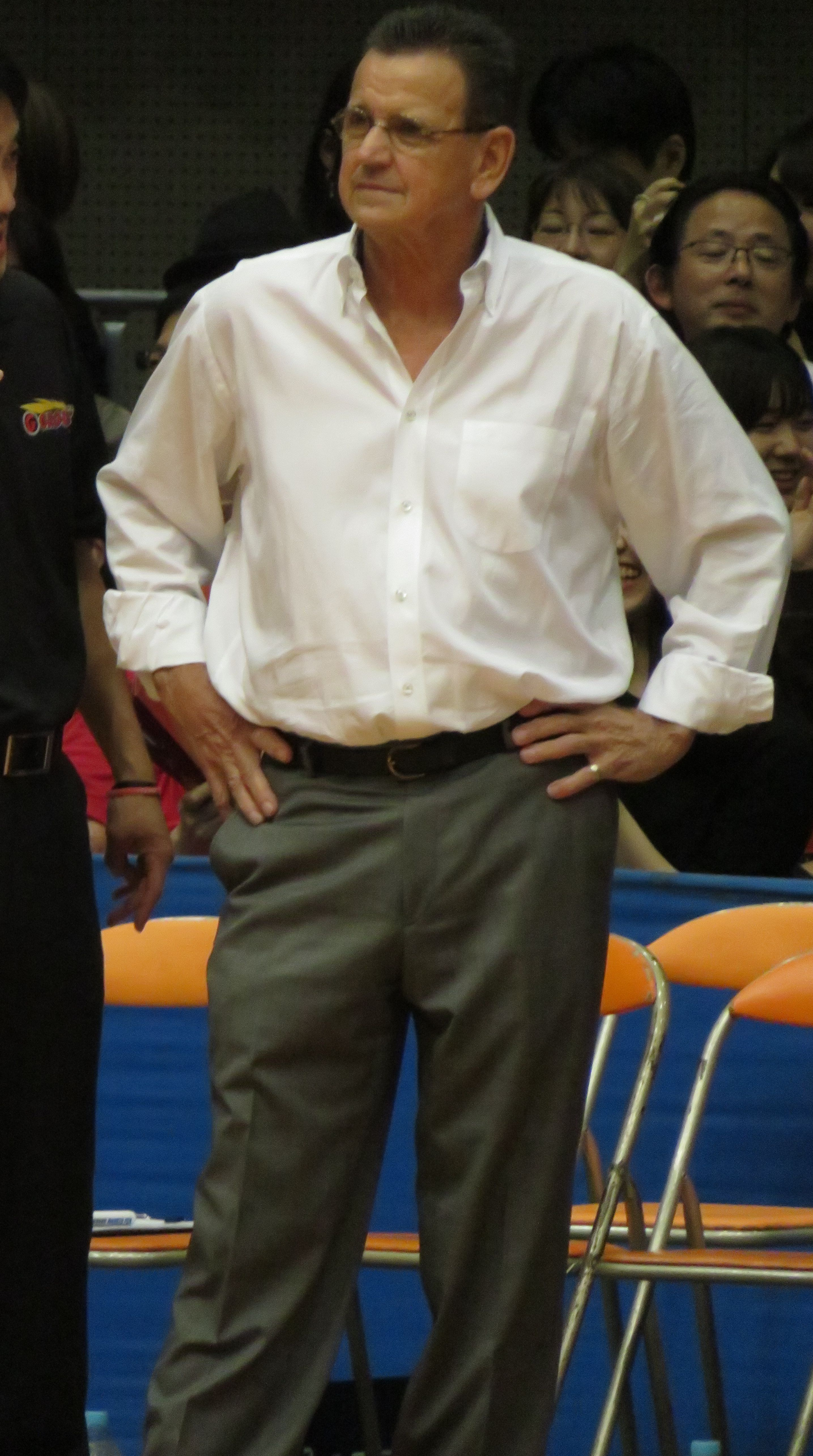
就任一年目で、チャンピオンシップ出場を決めたドナルド・ベック

昨シーズンと打って変わって、チームのロスターは刷新された。宇都直輝、大塚裕土、水戸健史は残留し、新HCには、ドナルド・ベックが就任。そしてチームには、京都のCS進出の原動力となったジョシュア・スミス、千葉の攻撃力を支えたレオ・ライオンズなどが加入した。過去2年、B1残留争いを演じたチームから脱却すべく、富山の持ち味であるスピードとクイックネスを軸に、オフェンス、ディフェンス、日本人選手と外国籍選手のバランスをしっかり考えた戦い方の構築を進めた。
シーズンでは、スミスのローポストアタック、ライオンズの1on1の強みが、昨シーズンとは違った攻撃パターンを生んだ。これにより、昨シーズンはリーグ上位の出場時間をもつ宇都の負担を軽減し、3ポイントシューターとして成長した大塚裕土の存在も相まって、シーズンを通して、B1全体で千葉に次ぐ2位の総得点を叩き出した。シーズン最終戦で三遠を91－79で破り、通算成績を32勝28敗とし、年間王者を決めるチャンピオンシップへの初出場を決めた。
クオーターファイナルでは、アウェイで千葉と対戦。第一戦では、持ち前の攻撃力より千葉の攻撃力が上回り、73-102と大敗。第二戦ではスターティングメンバーを水戸健史から船生誠也に変え、第1戦より攻めのバリエーションが増やした戦いを進めた。しかし、千葉の攻撃力が上回り、試合をリードされる。最終クォーターで初めて得点を上回ったが、85-96で破れ、初のチャンピオンシップを終えることになった。

#### 2019-20シーズン（B1中地区）
大塚裕土がチームを離れたものの、宇都直輝、船生誠也、水戸健史、ジョシュア・スミスなどの主力選手との契約は継続。ドナルド・ベック体制二年目を迎えた。
シーズン序盤では、ジョシュア・スミス、宇都直輝の離脱を含め、ケガ人が続出。昨シーズンに築いたオフェンス力が機能せず、苦しい戦いを強いられた。その後、課題であったディフェンス面の改善を最優先としながら、徐々に試合を形にしていった。また、大塚裕土の抜けたポジションには、ルーキーの前田悟が起用され、チームの主力として大きな成長を遂げた。シーズン途中には、ダニエル・オルトン、アイザック・バッツを獲得。徐々にシーズン前半戦から立て直しに成功し、ディフェンスを軸にしたハードワークにより成績面も上向き、天皇杯のファイナルラウンド進出、更には2シーズン連続のチャンピオンシップ進出が狙える位置にまで順位をつけていた。
だが、シーズン途中での新型コロナウイルス感染拡大の状況変化に伴い、3月20日～4月1日に開催するB1リーグ戦の中止、CS中止が決定された。これに伴い、2年連続のチャンピオンシップ出場に向けて追い上げを見せていた中で、17勝24敗、19試合を残してシーズン終了となった。なお、三河とは1ゲーム差であった。
シーズン終了後、ドナルド・ベックHCの契約満了を発表。また、船生誠也、松山駿、アイザック・バッツ、山田大治、菅澤紀行、ジョシュ・ペッパーズ、葛原大智ら7選手の自由交渉選手リスト入りを発表。
2020年7月21日、京都で長らくHCを務めた、浜口炎のHC就任が発表された。

#### 2020-21シーズン（B1東地区）
キャプテンは、2年連続で阿部友和、宇都直輝が就任。開幕前には、ジュリアン・マブンガ、岡田侑大、リチャード・ソロモンなど、他チームで主力を務めた実力者を多く獲得した。また、4シーズンぶりに城宝匡史がチームに復帰。シーズン途中には、上澤俊喜と特別指定選手契約を結んだ。
高い攻撃力を武器にシーズン最初の12試合を10勝2敗で終え、開幕ダッシュに成功。その後も3月から4月にかけて8連勝するなどチームは好調を維持した。しかし、4月8日付でリチャード・ソロモンとの契約を双方合意の上突如解除、その翌日の4月9日に同選手が大麻取締法違反の疑いで逮捕され、チームに激震が走った 。その後もジョシュア・スミスが4月14日の秋田戦で退場処分を受けてロッカールームへ下がる際、アリーナの扉を破壊して3試合の出場停止処分を受けたり 、4月16日の宇都宮戦で橋本晃佑がアキレス腱断裂の大怪我で今季絶望となったりと、シーズン終盤にトラブルが相次いだ。それでも最大連敗を3に抑え、3連勝でレギュラーシーズンを締めくくった。強豪揃いの東地区に所属しながら、リーグ全体1位の1試合平均89.2得点を叩き出し、39勝21敗でチームのBリーグ参入後の最多勝利数を更新した。東地区4位、全体7位に入り、ワイルドカード上位で2季ぶり2回目のチャンピオンシップ出場を決めた。
チャンピオンシップクォーターファイナルでは西地区1位の琉球と沖縄アリーナで対戦し、第1戦は75対92で大敗したが、第2戦は97対74で快勝し、チーム史上初となるチャンピオンシップでの勝利を上げた。第3戦は77対86で敗れて初のセミファイナル進出は逃したものの、大躍進のシーズンとなった。
なお、チームの大黒柱として活躍したジュリアン・マブンガはアシスト王に輝き、リーグのベストファイブにも選出された。

#### 2021-22シーズン（B1西地区）
宇都直輝、ジュリアン・マブンガ、ジョシュア・スミスらは引き続きチームに残ったが、岡田侑大、前田悟 、松脇圭志ら若手有望選手が相次いで退団。新たに晴山ケビン、松井啓十郎、ブライス・ジョンソン、ドワイト・ラモスらを迎えてシーズンをスタートした。
開幕節は昨季まで所属していた岡田侑大擁する信州をホームで迎え撃ったが、第1戦は1点差で惜敗、第2戦はチーム最低記録の41得点で完敗。2試合とも岡田に18得点を奪われ、屈辱的な滑り出しとなった。その後も開幕8連敗と苦戦を強いられ、3月にも7連敗を喫するなどシーズンを通して波に乗り切れず、最終的に24勝35敗、西地区11チーム中7位と低調なシーズンとなった。

#### 2022-23シーズン（B1中地区）
3地区制が復活し、富山は中地区に所属する。しかし、シーズン開幕当初から苦戦を強いられ、負けが込むようになり、中地区では7位と低迷。そして2023年1月16日に、ヘッドコーチの浜口炎が成績不振の責任を取る形で、双方合意のもと、契約解除となった。1月18日の三遠戦以降はアシスタントコーチの高岡大輔がHC代行として指揮を執ることになった。
その後、シーズン終盤戦までは、新潟と滋賀とのB1残留争いに巻き込まれたが、それでも5月6日・7日の横浜BC戦では連勝を決め、自力でのB1残留を成し遂げた。

#### 2023-24シーズン（B1中地区）
高岡ヘッドコーチが続投する一方、スーパーバイジングコーチとしてB2・越谷アルファーズのスーパーバイジングコーチだった桜木ジェイアールが就任した。
シーズン中盤から、リーグワースト記録を更新する28連敗を喫し、4試合を残して最下位が確定。その間2024年1月31日には高岡ヘッドコーチが退任し、庄司和広がヘッドコーチに就任した。しかし、その後も勝ち星を挙げることはできず、連敗記録を32まで伸ばしシーズンを終えた。B2のライセンス交付状況の確定をもって、球団初のB2降格が決定した。なお、当シーズンを以て、庄司ヘッドコーチが退任した。

#### 2024-25シーズン（B2東地区）
前シーズンまで滋賀を指揮していたダビー・ゴメスがヘッドコーチに就任。

## 成績

### 過去のリーグ戦

#### bjリーグ
| 年度    | レギュラーシーズン | レギュラーシーズン | レギュラーシーズン | レギュラーシーズン | レギュラーシーズン | レギュラーシーズン | レギュラーシーズン | レギュラーシーズン | 最終結果 | HC                     | 備考                        |
| 年度    | 勝                 | 敗                 | 勝率               | ゲーム差           | 得点               | 失点               | 得失点差           | 順位               | 最終結果 | HC                     | 備考                        |
| ------- | ------------------ | ------------------ | ------------------ | ------------------ | ------------------ | ------------------ | ------------------ | ------------------ | -------- | ---------------------- | --------------------------- |
| 2006-07 | 13                 | 27                 | .325               | 16.0(12.0)         | 78.6               | 84.9               | -6.3               | 7位                | 7位      | 福島雅人               | 新規参入1年目               |
| 2007-08 | 7                  | 37                 | .159               | 22.0(19.0)         | 75.0               | 86.1               | -11.1              | 東5位              | 10位     | 福島雅人               |                             |
| 2008-09 | 11                 | 41                 | .212               | 25.0(13.0)         | 78.3               | 87.9               | -9.6               | 東6位              | 11位     | 福島雅人 →石橋貴俊     |                             |
| 2009-10 | 17                 | 35                 | .327               | 24.0(5.0)          | 74.3               | 82.0               | -7.7               | 東6位              | 12位     | チャールズ・ジョンソン |                             |
| 2010-11 | 13                 | 31                 | .295               | 26.0(-)            | 72.4               | 82.4               | -10.0              | 東7位              | 5位      | 衛藤晃平 →下地一明     | プレーオフ 地区準決勝出場   |
| 2011-12 | 25                 | 27                 | .481               | 12.0(-)            | 79.8               | 77.4               | +2.4               | 東5位              | 9位      | 下地一明               | プレーオフ 地区1回戦出場    |
| 2012-13 | 35                 | 17                 | .673               | 1.0(-)             | 81.1               | 78.0               | +3.1               | 東3位              | 5位      | ボブ・ナッシュ         | プレーオフ 地区準決勝出場   |
| 2013-14 | 42                 | 10                 | .808               | -                  | 83.8               | 75.1               | +8.7               | 東1位              | 3位      | ボブ・ナッシュ         | プレーオフ ファイナルズ出場 |
| 2014-15 | 35                 | 17                 | .673               | 6.0(-)             | 82.0               | 76.3               | +5.7               | 東5位              | 9位      | ボブ・ナッシュ         | プレーオフ 地区1回戦出場    |
| 2015-16 | 39                 | 13                 | .750               | -                  | 84.8               | 73.7               | +11.1              | 東1位              | 準優勝   | ボブ・ナッシュ         | プレーオフ ファイナルズ出場 |
| 計      | 237                | 255                | .482               |                    |                    |                    |                    |                    |          |                        |                             |

ゲーム差は()外は1位、()内はプレイオフ圏との差をそれぞれ表している。

### 獲得タイトル
- 国民体育大会
  - 優勝（2000）
- クラブ選手権
  - 優勝（2003）
- bjリーグ
  - 準優勝（2015-2016）
- Bリーグ 東海・北陸アーリーカップ
  - 優勝（2017）
- Bリーグ 北信越アーリーカップ
  - 優勝（2018、2019）
- B2
  - 優勝（2024-25）

### 個人別タイトル
- レギュラーシーズンMVP
  - bjリーグ2013-14 城宝匡史
- アシスト王
  - Bリーグ2016-2017 宇都直輝
  - Bリーグ2017-2018 宇都直輝
  - Bリーグ2020-2021 ジュリアン・マブンガ
- 新人王
  - Bリーグ2019-2020 前田悟
- Most Improved Player (MIP)
  - bjリーグ2009-10 水戸健史
- ベスト5
  - bjリーグ2011-12 城宝匡史
  - bjリーグ2013-14 城宝匡史、アイラ・ブラウン
  - bjリーグ2015-16 城宝匡史
  - Bリーグ2020-2021 ジュリアン・マブンガ
- 最優秀コーチ
  - bjリーグ2015-16 ボブ・ナッシュ

### 月間MVP
- 2012年2月 城宝匡史
- 2014年4月 城宝匡史
- 2016年1月 サム・ウィラード
- 2020年10月　ジュリアン・マブンガ
- 2021年1月　ジョシュア・スミス
- 2021年3月　岡田侑大

### 週間MVP
- 2007/2/24-25 呉屋貴教
- 2007/3/31-4/1 ジェロッド・ワード
- 2008/1/5-6 ジャマー・ブラウン
- 2008/3/1-2 蒲谷正之
- 2008/12/27-28 ロドニー・ウェブ
- 2009/10/24-25 カービー・レモンズ
- 2009/12/12-13 水戸健史
- 2010/2/6-9 加藤真
- 2011/11/2-6 城宝匡史
- 2012/1/26-27 アイラ・ブラウン
- 2013/10/4-12 城宝匡史
- 2014/2/15-16 藤江建典
- 2014/10/25-26 城宝匡史
- 2015/3/14-15 水戸健史
- 2015/12/18-20 デューク・クルーズ

### その他受賞
- 2006-07ベストブースター
- 2007-08ベストアリーナ 富山市総合体育館
- 2008-09ベストパフォーマー賞（G.O.W）
- 2016-17イケメン選手賞　宇都直輝
- 2016-17ユーモア選手賞　比留木謙司
- 2016-17クール&セクシー賞　城宝匡史

## リーグ戦の主な記録

### 個人記録
- 1試合最多得点　47得点　ジェロッド・ワード　(2009.04.18新潟戦) ジュリアン・マブンガ（2020.12.20千葉戦）
- 1試合最多リバウンド　30本　カービー・レモンズ　(2009.10.24福岡戦)
- 1試合最多アシスト　14本　ジュリアン・マブンガ　(2020.12.20千葉戦)
- 1試合最多ブロックショット　8本　マシュー・カイル　(2010.10.30仙台戦)
- 1試合最多スティール　8本　太田和利　(2009.3.28仙台戦)　城宝匡史　(2012.3.25岩手戦)
- B1個人通算300試合出場　水戸健史（史上初）

### チーム記録
- 1試合最多得点　129得点(2020.12.20千葉戦 2OT)
- 1試合最少得点　41得点(2021.10.03信州戦)
- 1試合最多失点　130失点(2020.12.20千葉戦 2OT)
- 1試合最少失点　47失点(2014.11.29大分戦)

#### 連勝記録
- 最多連勝　11連勝(2013-2014シーズン、3月16日大阪戦 - 4月27日東京戦)
- 最多連敗　32連敗(2023-2024シーズン、1月17日三遠戦 - 5月5日FE名古屋戦)

## 下部組織
富山グラウジーズの母体であるNPO法人「GROUSES.NET」はbjリーグ参戦後、選手育成を手がける実質的な下部組織となった。黒田祐GMが理事長を兼任する。
中学生以下を対象としたバスケットボール教室を開講している他、各世代のチームも保有している。
また、小学生による「グラウジーズリーグ」も主催しており、GROUSES.NETのチームも参加している。

### ユースチーム
- グラウジーズ U-18 - 2021年4月より活動予定
- グラウジーズ U-15 - 2017年7月14日に発足し、同年9月より活動を開始した[48]。
- グラウジーズ U-12